# Área metropolitana de Lawrence
El Área Estadística Metropolitana de Lawrence, KS MSA, como la denomina la Oficina del Censo de los Estados Unidos, es un Área Estadística Metropolitana centrada en la ciudad de homónima, abarcando solo el condado de Douglas en el estado de Kansas, Estados Unidos. Su población según el censo de 2010 es de 110.826 habitantes, convirtiéndola en la 329.º área metropolitana más poblada de los Estados Unidos.

## Comunidades del área metropolitana
Ciudades y pueblos
- Lawrence (ciudad principal)
- Eudora
- Baldwin City
- Lecompton

Lugares no incorporados
- Big Springs
- Clearfield
- Clinton
- Globe
- Grover
- Hesper
- Kanwaka
- Lake View
- Lone Star
- Midland
- Pleasant Grove
- Sibleyville
- Stull
- Vinland
- Worden